# Зірочник багновий
Зірочник багновий або Зірочник мокрицевий (Stellaria alsine) — вид трав'янистих рослин родини гвоздичні (Caryophyllaceae). Етимологія: дав.-гр. αλσινη — давньогрецька назва, яка стосувалася ймовірно Stellaria media.

## Опис
Багаторічна трав'яна рослина. Висота: 10–20(35) см. Стебла слабко-висхідні, 4-кутні, гладкі, глянсові, розгалужені. Листки супротивні, безчерешкові; листова пластина яйцевидно-еліптично-лінійно ланцетна, товстувата, гола, синювато-зелена, 3-жильна, з цілими краями, базальна частина коротко волосата. Квіти ростуть у суцвіттях по 3–5 або одиночні, кінцеві або пахвові. Квітка: віночок радіально симетричний, білий, прибл. 5 мм шириною; пелюсток 5, глибоко 2-дольні, довжиною 1–2 мм, коротше ніж чашечка. Чашолистків 5, голі. Тичинок 10. Плоди яєчної форми, жовтувато-коричневі, 6-клапанні, 3–4 мм завдовжки капсули. Насіння численне, коричневе, ниркоподібне, трохи стиснуте, з невеликими бульбашками, 0.3–0.4 мм діам.

## Поширення
Північна Африка: Мадейра, Марокко; Азія: Китай, Японія, Корея, Тайвань, Російська Федерація, Бутан, Індія, Непал, Пакистан, В'єтнам; Європа: Білорусь, Естонія, Латвія, Литва, Україна, Австрія, Бельгія, Чехія, Німеччина, Угорщина, Нідерланди, Польща, Словаччина, Швейцарія, Данія, Фінляндія, Ірландія, Норвегія, Швеція, Велика Британія, Болгарія, Хорватія, Греція, Італія. Румунія, Сербія, Франція, Португалія, Іспанія; Північна Америка: Канада, США. Натуралізований: Індонезія, Нова Зеландія, Чилі.
Зростає на болотах, по берегах потоків, напівпротічних водойм, на вологих луках, у канавах, на вологих дорогах.

## Галерея

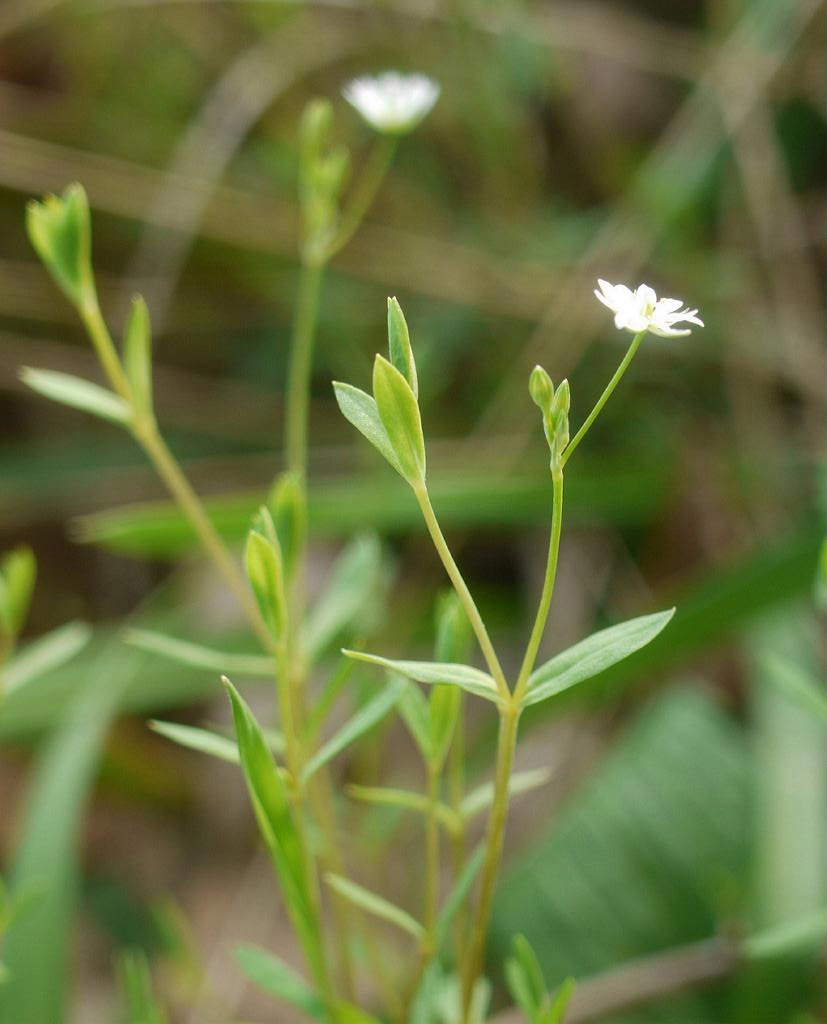
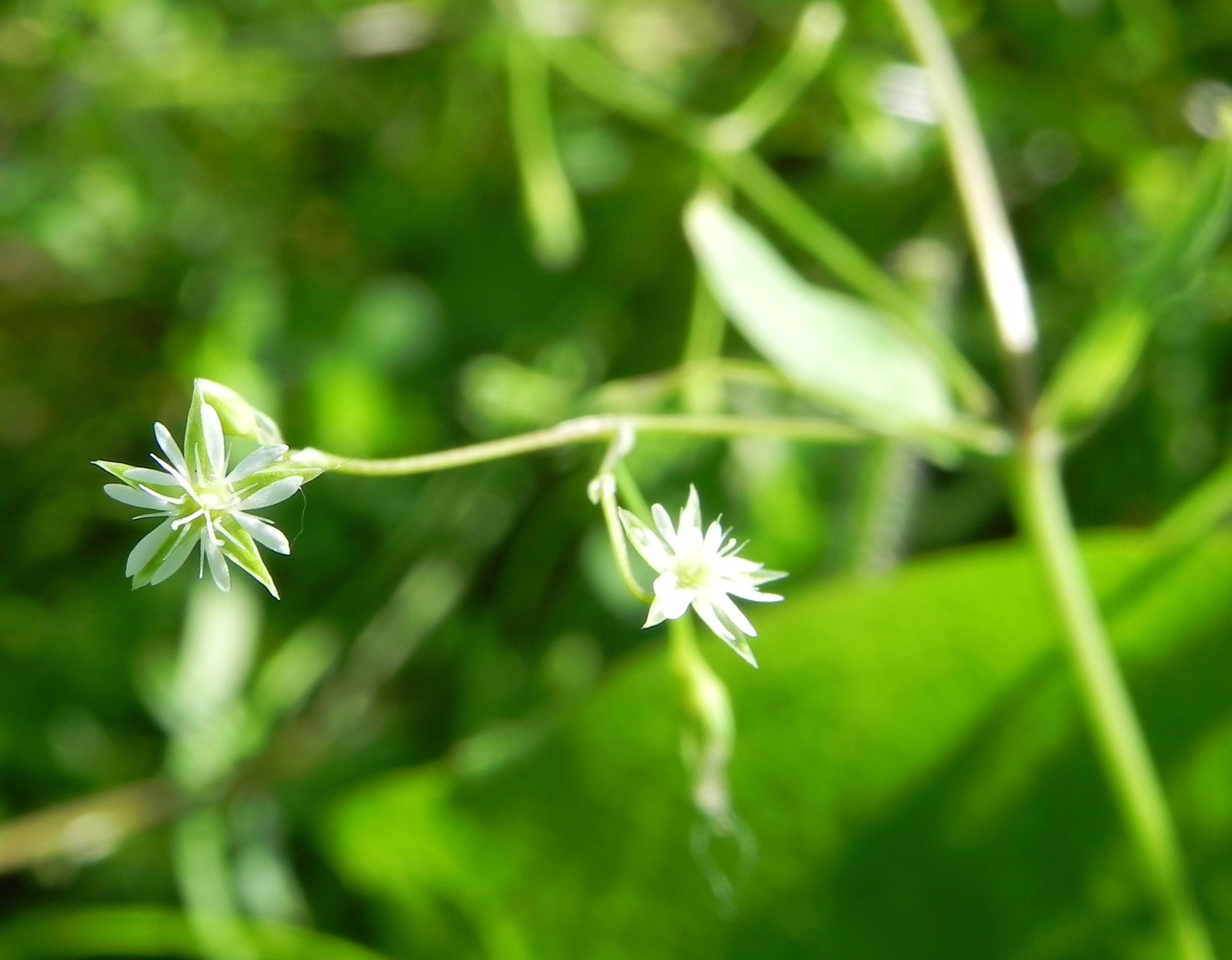
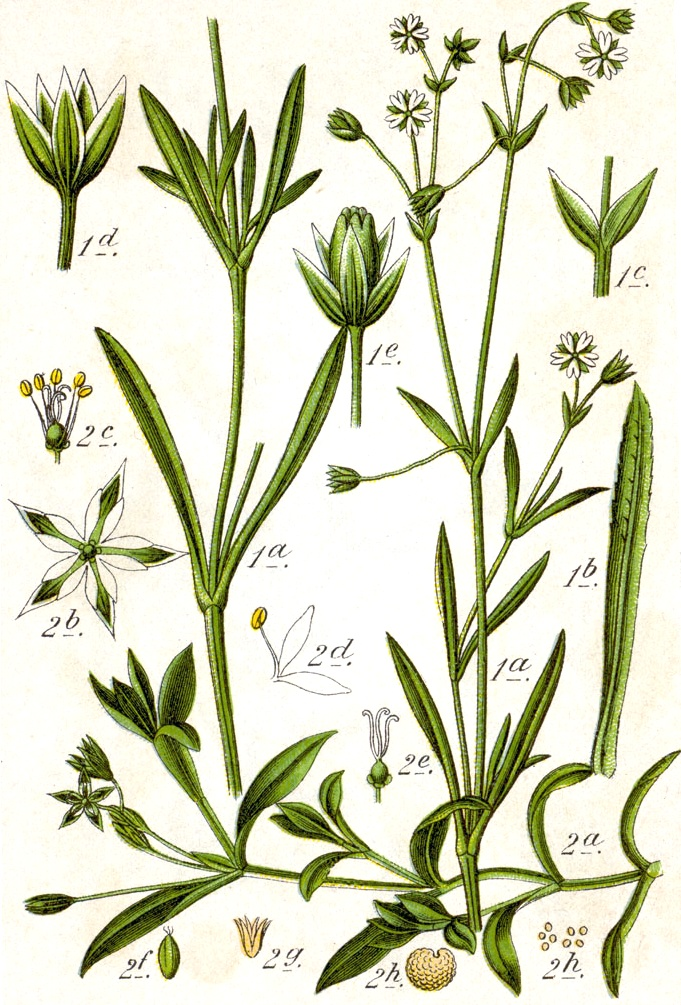